# Sigoyer (Hautes-Alpes)
Pour les articles homonymes, voir Sigoyer.
Sigoyer [sigɔje]  est une commune française située dans le département des Hautes-Alpes en région Provence-Alpes-Côte d'Azur.

## Géographie

### Localisation
L'altitude moyenne de Sigoyer est de 1 006 mètres environ. Sa superficie est de 24.38 km². Sa latitude est de 44.479 degrés Nord et sa longitude de 5.977 degrés Est. Les villes et villages proches de Sigoyer sont : Fouillouse (05130) à 3.16 km, Neffes (05000) à 4.45 km, Lardier-et-Valença (05110) à 4.82 km, Vitrolles (05110) à 5.16 km, Pelleautier (05000) à 5.21 km.

### Climat
Pour des articles plus généraux, voir Climat de Provence-Alpes-Côte d'Azur et Climat des Hautes-Alpes.
En 2010, le climat de la commune est de type climat méditerranéen altéré, selon une étude du Centre national de la recherche scientifique s'appuyant sur une série de données couvrant la période 1971-2000. En 2020, Météo-France publie une typologie des climats de la France métropolitaine dans laquelle la commune est exposée à un climat de montagne ou de marges de montagne et est dans la région climatique Alpes du sud, caractérisée par une pluviométrie annuelle de 850 à 1 000 mm, minimale en été.
Pour la période 1971-2000, la température annuelle moyenne est de 9 °C, avec une amplitude thermique annuelle de 17,4 °C. Le cumul annuel moyen de précipitations est de 988 mm, avec 7,7 jours de précipitations en janvier et 5,6 jours en juillet. Pour la période 1991-2020, la température moyenne annuelle observée sur la station météorologique de Météo-France la plus proche, « Tallard », sur la commune de Tallard à 6 km à vol d'oiseau, est de 11,3 °C et le cumul annuel moyen de précipitations est de 766,0 mm. 
La température maximale relevée sur cette station est de 40 °C, atteinte le 28 juin 2019 ; la température minimale est de −20,5 °C, atteinte le 13 janvier 1987,,.
Les paramètres climatiques de la commune ont été estimés pour le milieu du siècle (2041-2070) selon différents scénarios d'émission de gaz à effet de serre à partir des nouvelles projections climatiques de référence DRIAS-2020. Ils sont consultables sur un site dédié publié par Météo-France en novembre 2022.

## Urbanisme

### Typologie
Au 1er janvier 2024, Sigoyer est catégorisée commune rurale à habitat dispersé, selon la nouvelle grille communale de densité à 7 niveaux définie par l'Insee en 2022.
Elle est située hors unité urbaine. Par ailleurs la commune fait partie de l'aire d'attraction de Gap, dont elle est une commune de la couronne,. Cette aire, qui regroupe 73 communes, est catégorisée dans les aires de 50 000 à moins de 200 000 habitants,.

### Occupation des sols
L'occupation des sols de la commune, telle qu'elle ressort de la base de données européenne d’occupation biophysique des sols Corine Land Cover (CLC), est marquée par l'importance des forêts et milieux semi-naturels (52,6 % en 2018), en diminution par rapport à 1990 (55,9 %). La répartition détaillée en 2018 est la suivante : 
terres arables (31,3 %), forêts (30,8 %), milieux à végétation arbustive et/ou herbacée (19,3 %), prairies (7 %), zones agricoles hétérogènes (6,4 %), espaces ouverts, sans ou avec peu de végétation (2,5 %), zones urbanisées (1,6 %), cultures permanentes (1,1 %).
L'évolution de l’occupation des sols de la commune et de ses infrastructures peut être observée sur les différentes représentations cartographiques du territoire : la carte de Cassini (XVIIIe siècle), la carte d'état-major (1820-1866) et les cartes ou photos aériennes de l'IGN pour la période actuelle (1950 à aujourd'hui).

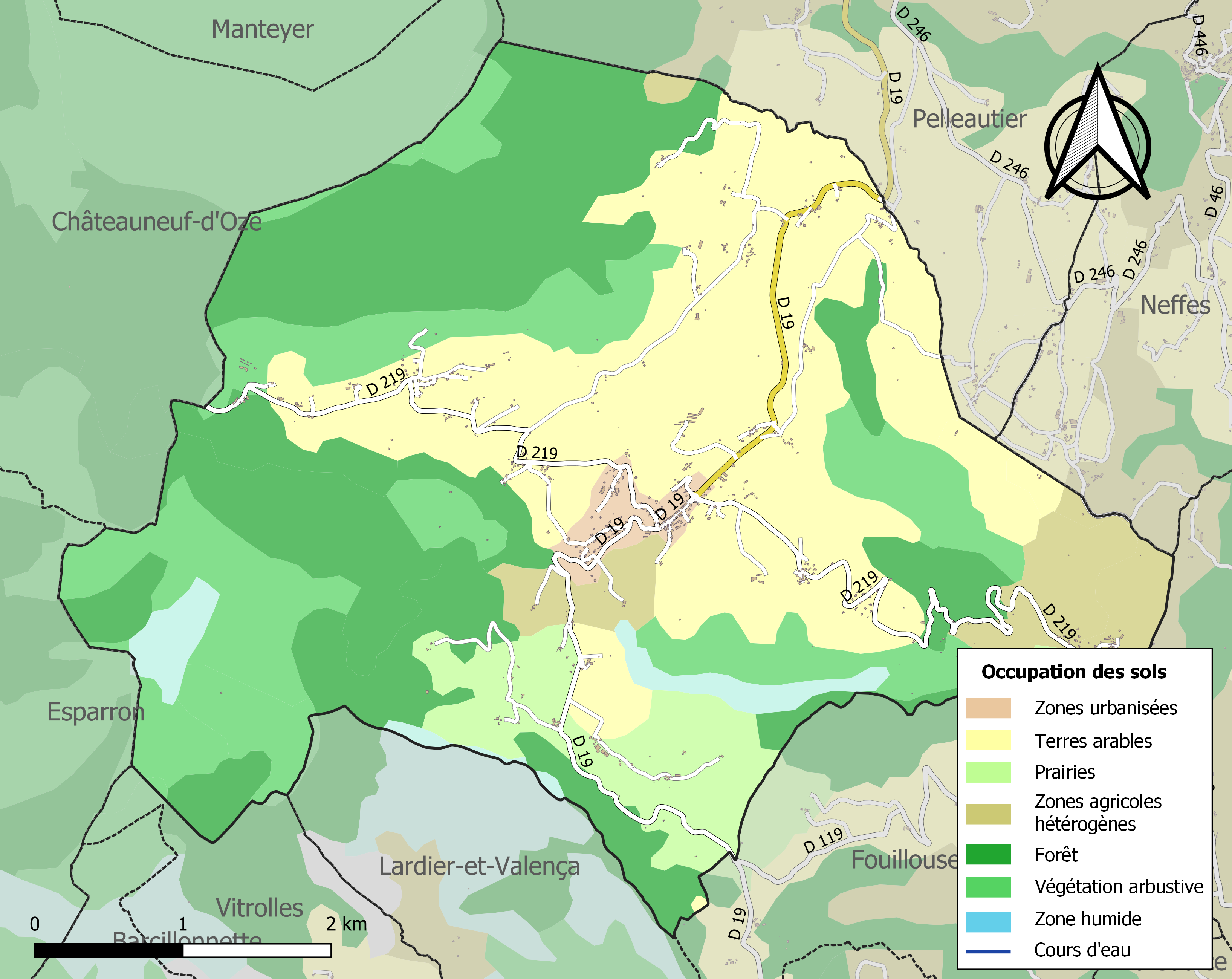
Carte de l'occupation des sols de la commune en 2018 (CLC).

## Toponymie
Le nom de la localité est attesté sous les formes Cigoier en 1121 dans le cartulaire de l'abbaye de Durbon, Cigioer vers 1200, de Ciguerio en 1202, de Cigoerio en 1274.
Sigoier en occitan haut-alpin.
Ce toponyme, selon Ernest Nègre, dériverait de Sigowar.

## Histoire
Deux sépultures de La Tène a été découverte en 1980, avec de l’armement,.
Au Moyen Âge, l’église Saint-Martin dépendait de l’abbaye de Chardavon (actuellement dans la commune de Saint-Geniez), abbaye qui percevait les revenus attachés à cette église.

## Politique et administration

### Liste des maires
| Période                                  | Période   | Identité        | Étiquette | Qualité    |
| ---------------------------------------- | --------- | --------------- | --------- | ---------- |
| Les données manquantes sont à compléter. |           |                 |           |            |
| avant 1981                               | ?         | Louis Oddou     |           |            |
| mars 1995                                | mars 2008 | Alain Bonnardel |           |            |
| mars 2008                                | 2018      | Maurice Ricard  | DVG       | Retraité   |
| juin 2018                                | En cours  | Denis Dugelay,  | DVD       | Commerçant |

### Intercommunalité
Sigoyer fait partie:
- de 1992 à 2016 de la communauté de communes de Tallard-Barcillonnette ;
- À partir du 1er janvier 2017, de la communauté d'agglomération Gap-Tallard-Durance.

## Démographie
L'évolution du nombre d'habitants est connue à travers les recensements de la population effectués dans la commune depuis 1793. Pour les communes de moins de 10 000 habitants, une enquête de recensement portant sur toute la population est réalisée tous les cinq ans, les populations de référence des années intermédiaires étant quant à elles estimées par interpolation ou extrapolation. Pour la commune, le premier recensement exhaustif entrant dans le cadre du nouveau dispositif a été réalisé en 2005.

En 2022, la commune comptait 739 habitants, en évolution de +11,3 % par rapport à 2016 (Hautes-Alpes : +0,4 %, France hors Mayotte : +2,11 %).
| 1793 | 1800 | 1806  | 1821 | 1831 | 1836 | 1841 | 1846 | 1851 |
| ---- | ---- | ----- | ---- | ---- | ---- | ---- | ---- | ---- |
| 976  | 932  | 1 077 | 939  | 783  | 787  | 798  | 794  | 787  |

| 1856 | 1861 | 1866 | 1872 | 1876 | 1881 | 1886 | 1891 | 1896 |
| ---- | ---- | ---- | ---- | ---- | ---- | ---- | ---- | ---- |
| 779  | 786  | 773  | 750  | 712  | 674  | 668  | 623  | 591  |

| 1901 | 1906 | 1911 | 1921 | 1926 | 1931 | 1936 | 1946 | 1954 |
| ---- | ---- | ---- | ---- | ---- | ---- | ---- | ---- | ---- |
| 561  | 555  | 526  | 467  | 472  | 502  | 464  | 369  | 378  |

| 1962 | 1968 | 1975 | 1982 | 1990 | 1999 | 2005 | 2006 | 2010 |
| ---- | ---- | ---- | ---- | ---- | ---- | ---- | ---- | ---- |
| 304  | 304  | 245  | 306  | 418  | 583  | 646  | 653  | 640  |

| 2015 | 2020 | 2022 | - | - | - | - | - | - |
| ---- | ---- | ---- | - | - | - | - | - | - |
| 664  | 727  | 739  | - | - | - | - | - | - |

## Lieux et monuments
- Le Monument aux Morts

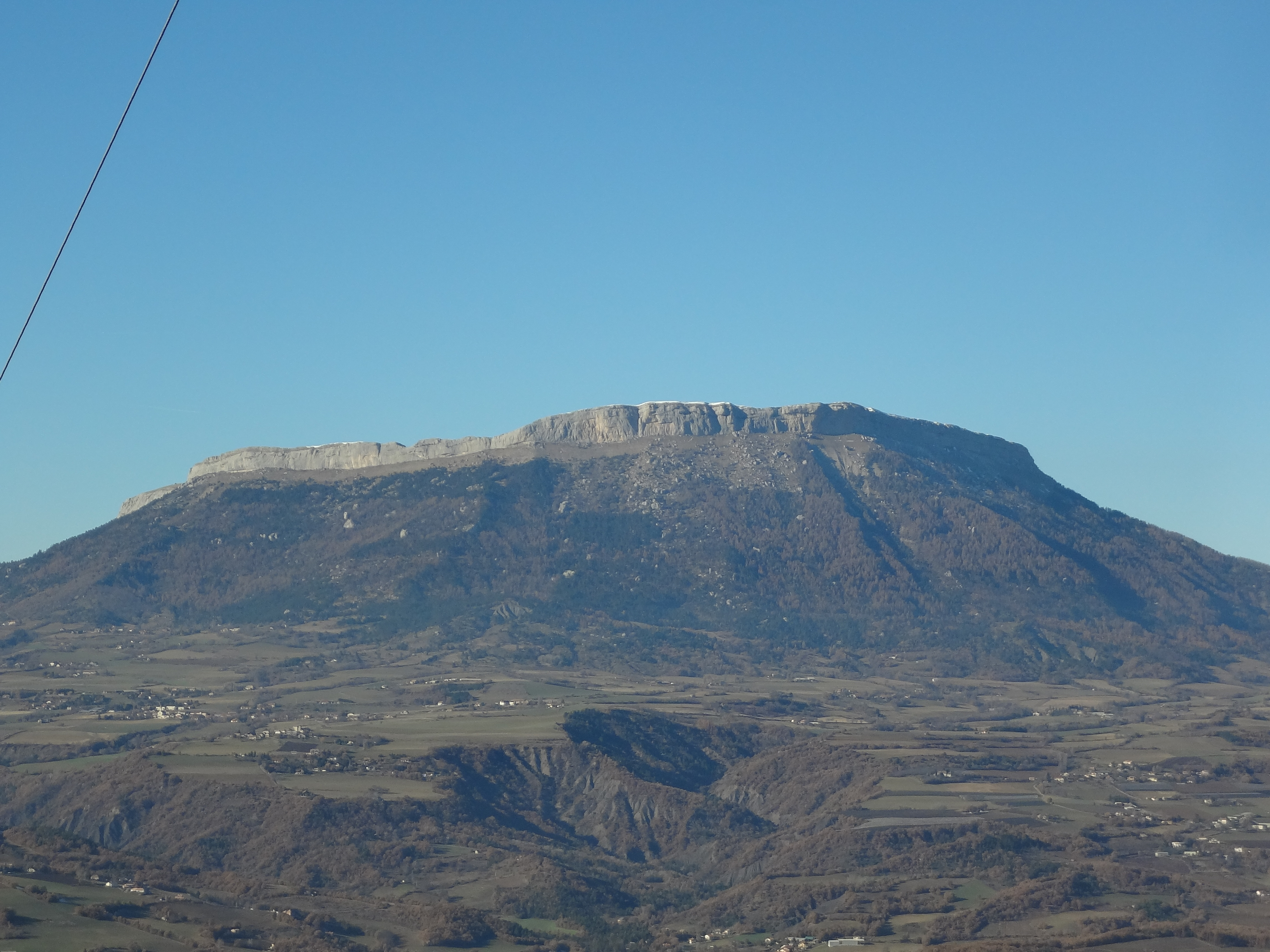
La montagne de Céüse vue depuis la commune.

- Chapelle Saint-Laurent de Sigoyer.
- Église Saint-Pierre-aux-Liens de Sigoyer.

## Héraldique
| Blason de Sigoyer | Blason  | D'azur au sautoir d'argent cantonné de quatre fleurs de lys d'or, sur le tout un écusson de gueules à un senestrochère d'argent tenant une épée d'or. |
| Blason de Sigoyer | Détails | Le statut officiel du blason reste à déterminer. |